# 啥是佩奇

短片中爷爷为孙子制作的“佩奇”（由鼓风机改造而来）

《啥是佩奇》是动画电影《小猪佩奇过大年》于2019年1月17日发布的宣传片，由电影摄制组拍摄制作，时长5分40秒，剧情与电影无关，讲述了农村老人李玉宝为孙子全村寻找“佩奇”的故事。
《小猪佩奇过大年》是由中英两国合拍的动画电影，由阿里巴巴影业、Entertainment One出品。宣传片《啥是佩奇》的导演张大鹏是电影的导演之一，拍摄广告片出身，据张大鹏称，短片《啥是佩奇》的参演人员都不是职业演员，在河北省张家口市怀来县取景拍摄，拍摄历时两天。

## 剧情
临近年关，老人李玉宝打电话问眼看就要回村过节的小孙子想要什么礼物，结果却对孩子想要的佩奇是什么一头雾水。他借村里的喇叭问了一圈，得到的答案令人啼笑皆非，有人说是直播网站性感女主播，有人拿出同名洗洁精，还有人说是棋牌的一种。最后一个曾经在城里当过保姆的村民告诉他是动画片里的一个红色的猪，最后懵懂的李玉宝按照她的描述用鼓风机自制了一个“佩奇”送给孙子。

## 网络爆红
2019年1月16日，电影官方微博“电影小猪佩奇过大年”发布多个短片预告《啥是佩奇？明日揭晓》，1月17日17时到22时间，多个微博营销账号发布《啥是佩奇》正式短片，23时后陆续有王思聪等知名人物转发，使该话题成为微博热点。《啥是佩奇》短片一经发布，在微博、微信等中国大陆主流网络社区引起了广泛的关注，王思聪、任素汐等很多明星参与了转发和讨论。与片中同的款鼓风机也在网上热销，“小猪佩奇”中国代理商表示此行为涉嫌侵权。
由于话题爆红，一些官方机构的微博账号也参与相关的互动，如北京市公安局官微“平安北京”提到“有人在携带鼓风机坐火车的时候，鼓风机内有汽油500毫升”，而应急管理部消防救援局官微“中国消防”则反驳称片中李玉宝大爷的鼓风机是手摇式的，不是用汽油的，调侃平安北京乱蹭热点，平安北京则回覆称中国消防乱怼。著名演员刘佩琦因为名字跟佩奇同音，也被网友拿来调侃。

## 评价
短片中植入了较多的中国移动广告，但导演张大鹏认为将该短片视为广告片不太准确，其主要还是一个电影的宣发视频，植入中国移动是因为它和电影是合作关系。短片的故事中通讯不太发达，被质疑与农村现实不符，短片制片人鲁岩认为该故事以强调情感为主，且中国各地农村的情况各不相同，故事所呈现的场景在现实中仍能够找到影子。
对于短片在网络爆红的原因，导演认为是佩奇本身就存在热度、自带流量，作品的拍摄质量和风格也可能是爆红的原因。1月18日下午，中国政法大学传播法中心副主任朱巍接受新京报记者采访时表示是《啥是佩奇》的爆红是个营销事件，不是原发性爆款，短片导演本意就是想戳中观众泪点，营销各人回家过年团聚的心理，把过年回家和小猪佩奇结合，对小猪佩奇IP举办营销“是一种感情贸易化的操纵”。朱巍认为，“佩奇”在此次现象级传播中仅是一个文化符号，真正的核心点是作为“留守在乡村和在外工作的人之间的纽带”的手机和互联网。